# 966

## Esdeveniments
- Miecislau I, duc de Polònia es converteix al cristianisme.
- Campanya d'Otó I contra Itàlia.

## Necrològiques
- Berenguer d'Ivrea, rei de Llombardia